# Dimorphinoctua
Dimorphinoctua är ett släkte av fjärilar. Dimorphinoctua ingår i familjen nattflyn.
Kladogram enligt Catalogue of Life:
| Dimorphinoctua | \| \| Dimorphinoctua cunhaensis \| \| \| \| \| \| Dimorphinoctua goughensis \| \| \| \| \| \| Dimorphinoctua pilifera \| \| \| \| |
|                | \| \| Dimorphinoctua cunhaensis \| \| \| \| \| \| Dimorphinoctua goughensis \| \| \| \| \| \| Dimorphinoctua pilifera \| \| \| \| |
|                | Dimorphinoctua cunhaensis |
|                | |
|                | Dimorphinoctua goughensis |
|                | |
|                | Dimorphinoctua pilifera |
|                | |